# ハイヤング11
ハイヤング11（ - イレブン）は、KBS京都（当時 近畿放送）で放送された若者向け深夜ラジオ番組である。 
- 1979年4月に日本列島ズバリリクエストの後番組として開始。
- 1979年9月までは毎週月-土の23:00-24:30、1979年10月からは23:00-25:00放送。
- 1981年3月に終了。後番組はハイヤングKYOTO (第一期)。

## 概要
KBS京都のこの時間帯の自主製作深夜番組は、ほとんど生放送だったが、この番組は放送開始から半年後の1979年10月の番組改編より録音番組となった。これは、前番組の日本列島ズバリリクエストで何度か放送中に不適切な発言があった為の措置と思われる。
パーソナリティには、ズバリクからの高石ともやや北山修(自切俳人)、西岡たかしといった関西の有名なフォークシンガー人脈の流れから、当時既に草の根フォークソングの重鎮であった笠木透や社会思想関係の著作がある大学教授の小関三平などが起用され真面目路線に転換していた。また、若宮てい子は、当時売り出し中のDJであったが、京阪神で聴ける深夜放送としては珍しく洋楽中心の番組編成であったこともあり、人気を得ていった。桂文珍の番組中では、「コセンちゃん」と呼ばれる番組ディレクターが徐々に表に出てくるようになってきた。

## 主な担当パーソナリティ

### 月曜日
- 尾崎千秋 (1979/4-1980/3)
- 西岡たかし (1980/4-1981/3)

### 火曜日
- 桂文珍 (1979/4-1981/3)

### 水曜日
- 笠木透 (1979/4-1981/3)

### 木曜日
- 広見早苗 (1979/4-1980/3)
- 若宮てい子 (1980/4-1981/3)

### 金曜日
- ヒューマンズー（自切俳人、高石ともや、杉田二郎） (1979/4-1981/3)

### 土曜日
- 諸口あきら (1979/4-1980/3)
- 小関三平 (1980/4-1981/3)